# Arnold Kempkens
Arnold Kempkens (* 4. Dezember 1923 in Duisburg; † 10. Januar 2001 in Mülheim an der Ruhr) war ein deutscher Komponist und Dirigent.

## Leben
Arnold Kempkens studierte an der Hochschule für Musik Köln. Nach dem Krieg war er von 1945 bis 1949 Kapellmeister am Stadttheater von Braunschweig. Seit 1951 war er als Chorleiter im Deutschen Sängerbund tätig. 1959 vollendete er in Köln sein Studium in den Fächern Dirigieren und Komposition. Von 1960 bis 1980 war Arnold Kempkens als Dozent an der Staatlichen Hochschule für Musik Rheinland in Düsseldorf tätig. Er leitete dort auch den Hochschulchor.
1988 wurde er in den Wertungsausschuss der GEMA gewählt. Er unternahm in seiner Laufbahn mit seinen Chören zahlreiche Konzertreisen ins Ausland (z. B. England, Finnland, Kanada, Österreich, Südafrika, USA, Philippinen).

## Auszeichnungen
Arnold Kempkens bekam für sein Wirken zahlreiche Auszeichnungen:
- 1960: 1. Preis beim Kompositionswettbewerb "Premio International Musica Oscar Espla" in Alicante für seine Sinfonie
- 1976: Auszeichnung mit der Silbernadel des Deutschen Sängerbundes aus Anlass seiner 25-jährigen Chorleiter-Tätigkeit
- 1978: Verleihung des Bundesverdienstkreuzes am Bande
- 1990: Auszeichnung mit der goldenen Nadel des Deutschen Sängerbundes aus Anlass seiner 40-jährigen Chorleiter-Tätigkeit

## Werke
Arnold Kempkens komponierte und bearbeitete unter anderem zwei Ballette, eine Sinfonie, elf Orchesterwerke, eine deutsche Messe sowie über 50 Vokalkompositionen inklusive vieler Chorsätze.

### Auswahl
- Crucifixus resurrexit
- Das ist die Nacht (zur Weihnachtszeit besser bekannt als "In heil'ger Nacht")
- Erlaube mir, feins Mädchen
- Jacobs Ladder
- Marina
- Mala moja
- Morgengebet
- Sanktus
- Vater unser
- Zur Nacht
- Der Spielmann